# Lê Minh Trí (bác sĩ)
Lê Minh Trí (1926 – 1969) là bác sĩ y khoa và chính khách người Việt Nam, từng làm Tổng trưởng Bộ Văn hóa, Giáo dục và Thanh niên Việt Nam Cộng hòa từ ngày 24 tháng 9 năm 1968 cho đến ngày 6 tháng 1 năm 1969.

## Tiểu sử
Lê Minh Trí sinh ngày 7 tháng 10 năm 1926 ở tỉnh Bà Rịa, Nam Kỳ, Liên bang Đông Dương.
Ông thi đậu bằng tiến sĩ y khoa tại Đại học Quốc gia Việt Nam năm 1954. Cùng năm đó, ông gia nhập Không quân Việt Nam Cộng hòa và phục vụ trong đội quân y với cấp bậc trung úy cho đến năm 1959. Sau đó, ông sang Mỹ để theo học tiếp chuyên ngành tai mũi họng. Năm 1963, ông lấy bằng thạc sĩ y khoa tại Trường Đại học Y khoa Jefferson. Rồi đậu tiếp bằng tiến sĩ sinh lý học vào năm 1966, Sau khi trở về nước cùng năm, ông giữ chức vụ Trưởng khoa Tai Mũi Họng của Trường Đại học Y khoa Sài Gòn.
Năm 1967, ông được bổ nhiệm làm Phó Giáo sư và Phó Hiệu trưởng Trường Đại học Y khoa Sài Gòn. Năm 1968, ông nhận lời lên làm Tổng trưởng Bộ Văn hóa, Giáo dục và Thanh niên trong nội các Trần Văn Hương.
Ngày 6 tháng 1 năm 1969, ông bị ám sát bằng lựu đạn trên đường đến văn phòng dù mới nhậm chức Tổng trưởng được có ba tháng. Có tin đồn cho rằng kẻ ám sát ông là Việt Cộng.

## Đời tư
Ông là người theo tín ngưỡng thờ cúng tổ tiên, hội viên Hội Y học Việt Nam, đã kết hôn và có hai cô con gái và một cậu con trai.